# Парадиз (казино)
Казино «Парадиз» (англ. Paradise Casino) — небольшое местное казино, расположенное недалеко от Юмы, штат Аризона, на территории индейской резервации Форт Юма, США. Территория казино располагается на границе штатов Аризона и Калифорния, но само здание казино расположено в Аризоне. Казино принадлежит и управляется племенем кечан индейской резервации Форт Юма.

## История
В 1993 году племя кечан подписало договор со штатом Аризона о разрешении строительства казино с 475 игровыми автоматами. Строительство началось в январе 1996 года. Казино открылось для членов племени 31 июля 1996 года, а для широкой публики - на следующий день. Его строительство обошлось в 13 миллионов долларов США.
В 1999 году племя заключило договор со штатом Калифорния об открытии казино по другую сторону границы штата, в семи футах от существующего казино. Работа в Калифорнии позволила бы казино предлагать блэкджек, который в то время не был разрешен по игорным договорам Аризоны. Дополнительное пространство также уменьшило бы переполненность существующего казино. Строительство калифорнийского казино началось в феврале 2002 года. Оно открылось 20 декабря 2002 года с 20 столами для блэкджека и 200 игровыми автоматами. Казино «Парадиз (Аризона)» (англ. Paradise Casino Arizona) и казино «Парадиз (Калифорния)» (англ. Paradise Casino California) работали совместно.
В 2009 году казино «Парадиз (Калифорния)» было закрыто, так как игорная деятельность племени в Калифорнии была перенесена в недавно построенный «Quechan Casino Resort», расположенный в семи милях к западу. Ожидалось, что новый казино-курорт оттянет на себя поток туристов, оставив казино «Парадиз (Аризона)» больше как местное казино. Казино «Парадиз (Калифорния)» было переоборудовано в игорный центр «Paradise Event Center» на 800 мест, который открылся концертом Lonestar в июне 2009 года.
В 2011 году была завершена масштабная реконструкция казино «Парадиз».